# محمدامین اخلاقی

محمدامین اخلاقی یکی از شرکت کننده‌ها در مراسم چهلم حدیث نجفی در حریان خیزش ۱۴۰۱ ایران بود که به ادعای دستگاه قضایی جمهوری اسلامی به‌همراه ۱۵ نفر دیگر در مرگ یک بسیجی  در درگیری‌های آن روز نقش داشته‌اند. محمدامین اخلاقی در زندان به سر می‌برد و برای او حکم حبس صادر شده‌ است.

## بازداشت و محاکمه
جلسه دادگاه محمدامین اخلاقی و متهم‌های پرونده کشته شدن بسیجی روح‌الله عجمیان در کرج، در شعبه اول دادگاه انقلاب استان البرز به ریاست موسی آصف‌الحسینی در حالی برگزار شد که قاضی دادگاه اجازه نداد هیچ وکیل اکتسابی در این پرونده وارد شود.